# Fred Praski
Fred Praski (* 4. April 1915 in Greifswald; † 25. Dezember 1993 in Berlin) war ein deutscher Schauspieler, Sänger und Regisseur.

## Leben
Fred Praski erlebte seine Kindheit und Jugend in seiner Geburtsstadt Greifswald. Hier erhielt er auch von 1936 bis 1938 sein erstes Engagement als Sänger am Greifswalder Theater. Im Zweiten Weltkrieg kam er in sowjetische Kriegsgefangenschaft und wirkte dort im Antifa-Aktiv mit.
Zurück in Deutschland erhielt Fred Praski eine Anstellung am Leipziger Operettentheater als Sänger und Regisseur. Mitte der 1950er Jahre wurde er Direktor des Staatlichen Volkskunstensembles der DDR. Von 1968 bis 1971 war er Direktor des Zentralen Studios für Unterhaltungskunst. Einen großen Bekanntheitsgrad bekam er durch seine Inszenierungen von Großveranstaltungen, mit zum Teil mehreren hundert Mitwirkenden.  In mehreren Fernsehspielen wirkte er als Darsteller mit.
Fred Praski war mit der Balletttänzerin, Choreografin und Ballettdirektorin Lilo Gruber verheiratet.

## Filmografie
- 1966: Blaulicht: Ein Mann zuviel (Fernsehreihe)
- 1966: Der Staatsanwalt hat das Wort: Bummel-Benno (Fernsehreihe)
- 1966: Pitaval des Kaiserreiches: Der Prozeß gegen die Gräfin Kwilecki (Fernsehreihe)
- 1967: Der Staatsanwalt hat das Wort: Meine Schwester

## Regie von Großveranstaltungen
- 1955: Gedenkkundgebung für Friedrich Engels im Kongresssaal des Ministeriums für Finanzen der DDR
- 1956: Festprogramm zum 10. Geburtstag der FDJ in Berlin
- 1958: Festprogramm zum Abschluss des V. Parteitages der SED im Berliner Pionierpark Ernst Thälmann
- 1959: Abschlussveranstaltung des Pressefestes der Zeitung Neues Deutschland  in der Deutschen Sporthalle Berlin
- 1966: Eröffnungsprogramm der 8. Arbeiterfestspiele der DDR in Potsdam
- 1972: Eröffnungsprogramm der 14. Arbeiterfestspiele der DDR in Schwerin
- 1973: Eröffnungsprogramm der 10. Weltfestspiele der Jugend und Studenten in Berlin
- 1974: Eröffnungsprogramm der 15. Arbeiterfestspiele der DDR in Erfurt
- 1974: Eröffnungsprogramm zum 25. Geburtstag der DDR im Berliner Friedrichstadt-Palast

## Regie-Theater
- 1953: Berr/Verneuil: Meine Schwester und ich (Städtisches Theater Leipzig – Operettentheater)

## Schauspieler
- 1951: Franz Lehár: Zigeunerliebe – Regie: Willi Auerbach (Städtisches Theater Leipzig – Operettentheater)
- 1960: Paul Dessau: Die Verurteilung des Lukullus (Koch) – Regie: Ruth Berghaus/Erhard Fischer (Deutsche Staatsoper Berlin)
- 1961: Kurt Schwaen nach Georg Büchner: Leonce und Lena (König) – Regie: Erich-Alexander Winds (Deutsche Staatsoper Berlin – Apollosaal)
- 1961: Pavel Kohout: Die dritte Schwester (Halena) – Regie: Karl Paryla (Deutsches Theater Berlin – Kammerspiele)
- 1962: Peter Hacks: Die Sorgen und die Macht (Schalmeispieler) – Regie: ? (Deutsches Theater Berlin)
- 1962: Nikolai Pogodin: Der Mann mit dem Gewehr (Matrose Dymow) – Regie: Horst Schönemann (Deutsches Theater Berlin)
- 1964: Horia Lovinescu: Fieber – Regie: Gotthard Müller (Deutsches Theater Berlin)
- 1964: Carl Sternheim: 1913 (Schneider) – Regie: Fritz Bornemann (Deutsches Theater Berlin – Kammerspiele)
- 1965: Anton Tschechow: Der Heiratsantrag (Tschubukow) – Regie Wolfram Krempel (Volksbühne Berlin – Theater im 3. Stock)
- 1967: Helmut Baierl nach Wladimir Majakowski: Mysterium buffo – Variante für Deutschland (Unreiner) – Regie: Wolfgang Pintzka (Volksbühne Berlin)
- 1967: William Shakespeare: Die lustigen Weiber von Windsor (Wirt) – Regie: Harald Engelmann/Hans-Joachim Martens/Volkmar Neumann (Volksbühne Berlin)

## Auszeichnungen
- 1959: Preis für künstlerisches Volksschaffen 1. Klasse
- 1973: Banner der Arbeit im Kollektiv